# Tibouchina herincquiana
Tibouchina herincquiana är en tvåhjärtbladig växtart som beskrevs av Célestin Alfred Cogniaux. Tibouchina herincquiana ingår i släktet Tibouchina och familjen Melastomataceae. Inga underarter finns listade i Catalogue of Life.